# Piero Puricelli
Piero Puricelli (Milão, 4 de abril de 1883 – Milão, 8 de maio de 1951) foi um engenheiro civil e senador do Reino da Itália.

Curso histórico da Autostrada dei Laghi, 1926

## Realizações
Na década de 1920 desenvolveu na Itália com a Autostrada dei Laghi uma "autoestrada", ou seja, uma estrada apenas para automóveis, de Milão às cidades vizinhas de Como e Varese e com a zona turística do Lago de Como e Lago Maior, reconhecido em círculos profissionais como o construtor da primeira "autoestrada" no mundo, enquanto que a HaFraBa na Alemanha ainda estava na fase de planejamento.
A primeira parte até Gallarate foi inaugurada em 20 de setembro de 1923, na presença do rei Vítor Emanuel III da Itália, e a extensão para Varese foi inaugurada um ano depois, em 21 de setembro de 1924. A expansão sem cruzamentos e a separação estrutural das pistas ocorreram mais tarde.